# Słodkie kłamstewka: Perfekcjonistki
Słodkie kłamstewka: Perfekcjonistki – amerykański serial telewizyjny (dramat) wyprodukowany przez ProdCo Original, Blazing Elm Entertainment, Nuyorican Productions oraz   Freeform Original Productions, który jest spin-offem dramatu Słodkie kłamstewka. Serial jest był emitowany od 20 marca 2019 roku przez Freeform, natomiast w Polsce od przez HBO.

## Fabuła
Akcja serialu dzieje się w  miasteczku Beacon Heights, opowiada o grupie studentów, którzy dążą do perfekcji. Pewnego dnia zostaje zamordowany jeden ze studentów, co zmienia życie każdego z nich, zaczynają być prześladowani przez tajemniczą osobę.

## Obsada

### Główna
- Sasha Pieterse jako Alison DiLaurentis[3]
- Janel Parrish jako Mona Vanderwaal[3]
- Sofia Carson jako Ava Jalali[4]
- Sydney Park jako Caitlin Park-Lewis[5]
- Eli Brown jako Dylan Walker[5]
- Hayley Erin jako Taylor Hotchkiss[5]
- Graeme Thomas King jako Jeremy Beckett
- Kelly Rutherford jako Claire Hotchkiss[6]

### Role drugoplanowe
- Evan Bittencourt jako Andrew Villareal[7]
- Noah Grey-Cabey jako Mason Gregory[7]
- Klea Scott jako Dana Booker[8]
- Garrett Wareing jako Zach Fortson[9]
- Phillip Rhys jako Michael Jalali
- Cycerli Ash jako Senator Park-Lewis

## Odcinki
| Sezon | Odcinki | Oryginalna emisja w Freeform | Oryginalna emisja w Freeform | Oryginalna emisja w HBO | Oryginalna emisja w HBO | Oryginalna emisja w HBO |
| Sezon | Odcinki | Premiera sezonu              | Finał sezonu                 | Premiera sezonu         | Finał sezonu            |                         |
| ----- | ------- | ---------------------------- | ---------------------------- | ----------------------- | ----------------------- | ----------------------- |
| 1     | 10      | 20 marca 2019                | 22 maja 2019                 | 7 maja 2019             | 9 lipca 2019            |                         |

### Sezon 1 (2019)
| #  | Tytuł                      | Reżyseria                 | Scenariusz                    | Premiera Freeform | Premiera HBO    |
| -- | -------------------------- | ------------------------- | ----------------------------- | ----------------- | --------------- |
| 1  | Pilot                      | Elizabeth Allen Rosenbaum | I. Marlene King               | 20 marca 2019     | 7 maja 2019     |
| 2  | Sex, Lies and Alibis       | Elizabeth Allen Rosenbaum | I. Marlene King               | 27 marca 2019     | 14 maja 2019    |
| 3  | ...If One of Them is Dead  | Geary McLeod              | Charlie Craig                 | 3 kwietnia 2019   | 21 maja 2019    |
| 4  | The Ghost Sonata           | Roger Kumble              | Joseph Dougherty              | 10 kwietnia 2019  | 28 maja 2019    |
| 5  | The Patchwork Girl         | Roger Kumble              | Joseph Dougherty              | 17 kwietnia 2019  | 4 czerwca 2019  |
| 6  | Lost and Found             | Shiri Appleby             | Kyle Bown                     | 24 kwietnia 2019  | 11 czerwca 2019 |
| 7  | Dead Week                  | Arlene Sanford            | Paula Yoo                     | 1 maja 2019       | 18 czerwca 2019 |
| 8  | Hook, Line and Booker      | Arlene Sanford            | Nelson Soler                  | 8 maja 2019       | 25 czerwca 2019 |
| 9  | Lie Together, Die Together | Norman Buckley            | Charlie Craig, Kateland Brown | 15 maja 2019      | 2 lipca 2019    |
| 10 | Enter the Professor        | Norman Buckley            | I. Marlene King, Kyle Bown    | 22 maja 2019      | 9 lipca 2019    |

## Produkcja
Pod koniec września 2017 roku stacja Freeform zamówiła pilotowy odcinek spin-offu serialu  Słodkie kłamstewka, w którym główne role zagrają Sasha Pieterse i Janel Parrish.
W styczniu 2018 roku ogłoszono, że Sofia Carson zagra w serialu.
W marcu 2018 roku obsada serialu powiększyła się o: Kelly Rutherford, Hayley Erin, Sydney Park oraz Eli Brown.
Pod koniec października 2018 roku poinformowano, że Noah Grey-Cabey i  Evan Bittencourt otrzymali role powracające w serialu.
W kolejnym miesiącu ogłoszono, że Klea Scott i Garrett Wareing dołączyli do obsady.
14 maja 2018 roku stacja Freeform zamówiła pierwszy sezon spin-offu serialu Słodkie kłamstewka.
We wrześniu 2019 stacja Freefrom ogłosiła anulowanie serialu po 1. sezonie.